# Ferran Jutglà
Ferran Jutglà Blanch (Sant Julià de Vilatorta, 1999. február 1. –) spanyol labdarúgó, a Celta Vigo játékosa.

## Pályafutása

### Klubcsapatokban
A Sant Julià de Vilatorta és a Vic Riuprimer korosztályos csapataiban szerepelt 2012-ig, majd ekkor az RCD Espanyol akadémiájára került. 2015-ben elhagyta az akadémiát és az UE Vic, majd az Unificación Bellvitge csapataiban nevelkedett. 2017 nyarán a Sant Andreu csapatába szerződött. Augusztus 20-án debütált a Santboià csapata elleni 0–0-ra végződő negyedosztályú bajnoki mérkőzésen. Szeptember 3-án első bajnoki gólját szerezte meg a Pobla de Mafumet ellen. 2018. február 14-én a Valencia akadémiájára szerződött, de nem maradt sokáig.
2018. július 18-án visszatért az Espanyol csapatához, de azonnal kölcsönbe került korábbi csapatához a Sant Andreu-hoz. A kölcsönszerződést követően a második csapatba került. 2021. június 22-én jelentették be, hogy nem hosszabbítanak vele szerződést. A bejelentést követően néhány órával később a Barcelona bejelentette, hogy szerződtette egy évre a második csapathoz. Augusztus 28-án mutatkozott be a B-csapatban az Algeciras ellen, majd egy hónappal később a Real Balompédica Linense ellen első bajnoki találatát is megszerezte. December 11-én az első csapat menedzsere Xavi meghívta a felnőttek edzésére. Másnap bemutatkozott az Osasuna ellen a mérkőzésén utolsó percében Abde Ezálzúlí cseréjeként. December 18-án az Elche ellen kezdőként lépett pályára és a 16. percben Ousmane Dembélé szögletét követően csúsztatta a labdát a hosszú sarokba, ezzel megszerezte élete első gólját a Barcelonában és a La Ligában. 2022. január 5-én játszotta első Spanyol Kupa mérkőzését, a Linares ellen, amelyen a 69. percben 1–1-s állásnál góllal segítette csapatát a győzelemhez (2–1).
2022. június 9-én jelentették be, hogy a belga Club Brugge csapatához igazolt ötmillió euróért, ha később eladják, akkor a vételár 10 százaléka a Barcelonát illeti. Július 17-én debütált a KAA Gent elleni 1–0-ra megnyert szuperkupa találkozón.
2025. június 24-én a Celta Vigo bejelentette, hogy négyéves szerződést kötött vele.

### A válogatottban
2022. május 25-én góllal mutatkozott be a katalán labdarúgó-válogatottban Jamaica ellen 6–0-ra megnyert barátságos mérkőzésen.

## Statisztika
2022. május 25-i állapot szerint
| Klub             | Szezon                | Bajnokság        | Bajnokság | Bajnokság | Kupa  | Kupa  | Nemzetközi | Nemzetközi | Egyéb | Egyéb | Összes | Összes |
| Klub             | Szezon                | Liga             | Mérk.     | Gólok     | Mérk. | Gólok | Mérk.      | Gólok      | Mérk. | Gólok | Mérk.  | Gólok  |
| ---------------- | --------------------- | ---------------- | --------- | --------- | ----- | ----- | ---------- | ---------- | ----- | ----- | ------ | ------ |
| Sant Andreu      | Tercera División      | 2017–18          | 8         | 1         | —     | —     | —          | —          | —     | —     | 8      | 1      |
| Sant Andreu      | Tercera División      | 2018–19          | 39        | 7         | 4     | 0     | —          | —          | 4     | 2     | 47     | 9      |
| Sant Andreu      | Összesen              | Összesen         | 47        | 8         | 4     | 0     | 0          | 0          | 4     | 2     | 55     | 10     |
| Espanyol B       | Segunda División B    | 2019–20          | 24        | 7         | —     | —     | —          | —          | —     | —     | 24     | 7      |
| Espanyol B       | Segunda División B    | 2020–21          | 28        | 5         | —     | —     | —          | —          | —     | —     | 28     | 5      |
| Espanyol B       | Összesen              | Összesen         | 52        | 12        | 0     | 0     | 0          | 0          | 0     | 0     | 52     | 12     |
| Barcelona B      | Primera División RFEF | 2021–22          | 32        | 19        | —     | —     | —          | —          | —     | —     | 32     | 19     |
| Barcelona B      | Összesen              | Összesen         | 32        | 19        | 0     | 0     | 0          | 0          | 0     | 0     | 32     | 19     |
| Barcelona        | La Liga               | 2021–22          | 6         | 1         | 2     | 1     | 0          | 0          | 1     | 0     | 9      | 2      |
| Barcelona        | Összesen              | Összesen         | 6         | 1         | 2     | 1     | 0          | 0          | 1     | 0     | 9      | 2      |
| Karrier Összesen | Karrier Összesen      | Karrier Összesen | 137       | 40        | 6     | 1     | 0          | 0          | 1     | 0     | 144    | 41     |

1. ↑  Mérkőzése(i) a Spanyol Szuperkupában

## Sikerei, díjai

### Klub
- Sant Andreu
  - Copa Catalunya: 2018–19

- Club Brugge
  - Belga bajnok: 2023–24
  - Belga kupa: 2024–25
  - Belga szuperkupa: 2022

### Egyéni
- A Primera División RFEF 2. csoportjának a gólkirálya: 2021–22
- A belga bajnokság szezon gólja: 2023–24[24]